# Утакмице фудбалске репрезентације Мађарске 2009.
Фудбалска репрезентација Мађарске је током 2009. године одиграла девет званичних утакмица. Већи део утакмице чиниле су |квалификације за Светско првенство, а екипа је одиграла и неколико пријатељских утакмица. Током године, савезни селектор репрезентације био је Ервин Куман, који је постављен 2008. године. Репрезентација је изгубила три од последња четири меча у квалификацијама за Светско првенство и завршила на 4. месту у својој групи, па се није пласирала на Светско првенство у Јужној Африци.

## Утакмице
| Израел         | 1 : 0    | Мађарска |
| -------------- | -------- | -------- |
| Ј. Бенајун 76’ | Извештај |          |

| Албанија | 0 : 1    | Мађарска     |
| -------- | -------- | ------------ |
|          | Извештај | 38’ Торгхеле |

| Мађарска                           | 3 : 0    | Малта |
| ---------------------------------- | -------- | ----- |
| Хајнал 7’ · Гера 80’ · Јухас 90+4’ | Извештај |       |

| Мађарска | 0 : 1    | Румунија      |
| -------- | -------- | ------------- |
|          | Извештај | 42’ Т. Гиоане |

| Мађарска        | 1 : 2    | Шведска                        |
| --------------- | -------- | ------------------------------ |
| Хусти 79’ (пен) | Извештај | 9’ Мелберг · 90+3’ Ибрахимовић |

| Мађарска | 0 : 1    | Португалија |
| -------- | -------- | ----------- |
|          | Извештај | 10’ Пепе    |

| Португалија                   | 3 : 0    | Мађарска |
| ----------------------------- | -------- | -------- |
| Саброза 18’ 79’ · Лиедсон 74’ | Извештај |          |

| Данска | 0 : 1    | Мађарска   |
| ------ | -------- | ---------- |
|        | Извештај | 35’ Бужаки |

| Белгија                                           | 3 : 0    | Мађарска |
| ------------------------------------------------- | -------- | -------- |
| Фелаини 39’ · Вермален 55’ · К. Миралас 61’ (пен) | Извештај |          |

## Голгетери у 2009.
| Домаћин | Гост |

| - Шандор Тоергхеле - Тамаш Хајнал - Золтан Гера - Роланд Јухас - Саболч Хусти - Акош Бужацки |

## Извори и спољашње везе
- Репрезентација Мађарске на фудбалској бази података
- Утакмице репрезентације Мађарске (2009)